# 鮑德溫冰川
85°6′S 177°10′W / 85.100°S 177.167°W
鮑德溫冰川是南極洲的冰川，位於杜費克海岸，最終在希金山以南注入沙克爾頓冰川，在1947年2月16日由美國海軍發現和拍攝照片。